# Czaple Wolne

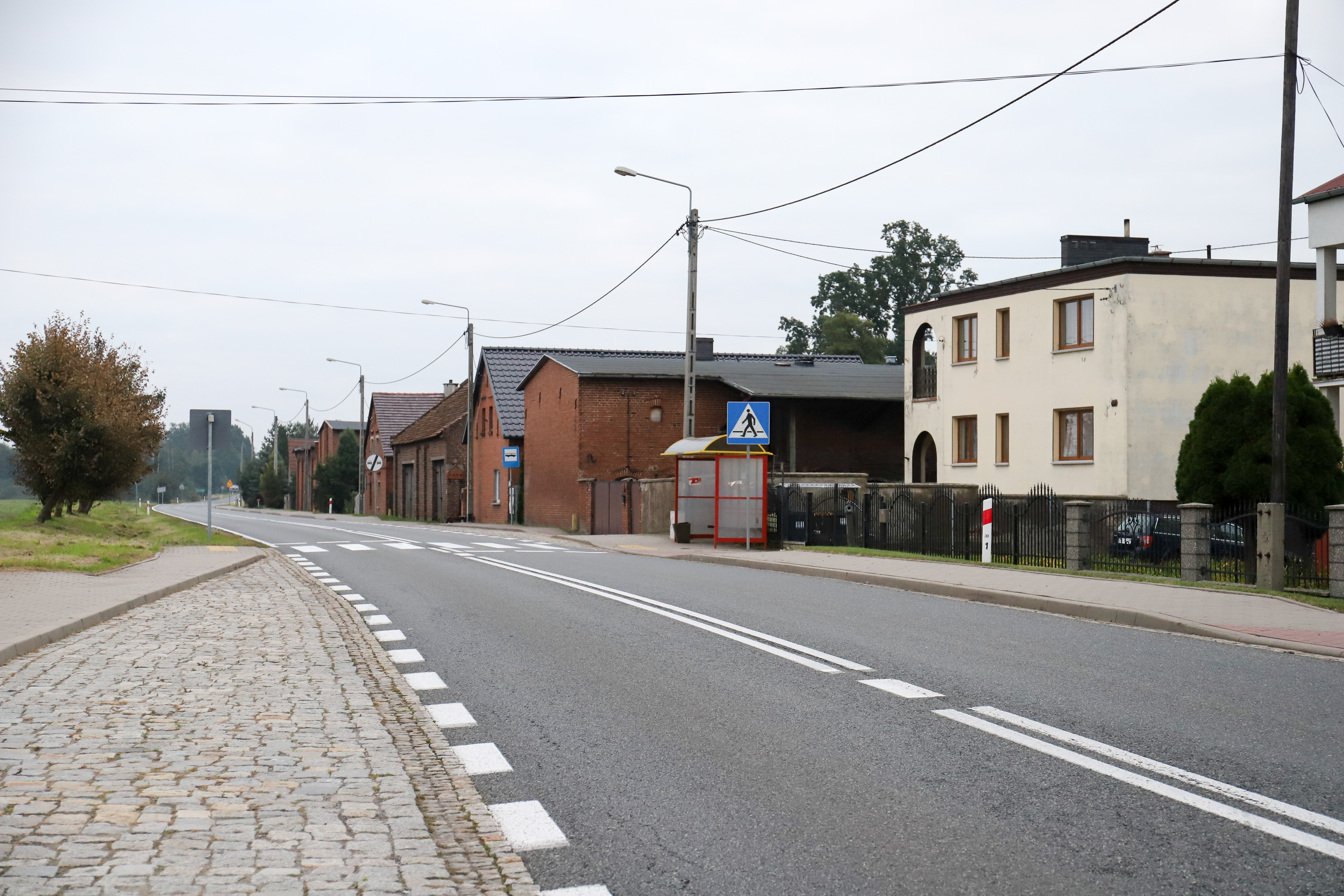
Czaple Wolne en Pologne

Czaple Wolne est une localité polonaise de la gmina et du powiat de Kluczbork en voïvodie d'Opole.